# Colombia en los Juegos Bolivarianos de Playa de Iquique 2016
Colombia participó en los Juegos Bolivarianos de Playa de Iquique 2016 que tuvieron lugar del 24 de noviembre al 3 de diciembre de 2016 en Iquique, Chile, y fueron la tercera edición de los Juegos Bolivarianos de Playa. Envió a un total de noventa y dos atletas quienes compitieron en un total de once deportes. El país ganó un total de 38 medallas que incluyen 13 de oro, 11 de plata y 14 de bronce.

## Medallas
| N.º   | Deporte                  | Oro | Plata | Bronce | Total |
| ----- | ------------------------ | --- | ----- | ------ | ----- |
| 1     | Canotaje                 | 5   | 6     | 4      | 15    |
| 2     | Esquí náutico            | 3   | 3     | 5      | 11    |
| 3     | Actividades subacuáticas | 2   | 1     | 0      | 3     |
| 4     | Triatlón                 | 1   | 1     | 2      | 4     |
| 5     | Rugby de playa           | 1   | 0     | 0      | 1     |
| 5     | Voleibol de playa        | 1   | 0     | 0      | 1     |
| 7     | Balonmano de playa       | 0   | 0     | 1      | 1     |
| 7     | Surf                     | 0   | 0     | 1      | 1     |
| 7     | Velas                    | 0   | 0     | 1      | 1     |
| Total | Total                    | 13  | 11    | 14     | 38    |